# Транебергсунд
59°20′01″ пн. ш. 17°59′40″ сх. д. / 59.333611111111° пн. ш. 17.994444444444° сх. д.
Транебергсунд — протока Остра-Меларен, розташована на заході Стокгольма між Кунгсгольменом і Броммою.
На півночі протока обмежена Ульвсундасьоном, на заході — Кристинебергом і Фредхеллем, на півдні — Ессінгефіарденом, а на сході — Транебергом. 
Довжина протоки становить близько 800 м, а ширина — трохи менше ніж 200 м у найвужчому місці. Глибина коливається від 16 до 19 м. 
Транебергсбрун заввишки 25,2 м перетинає Транебергсунд. 